# Ryōta Taohata
Ryōta Taohata (jap. 垰畑亮太, Taohata Ryōta; * 21. November 1988 in der Präfektur Tokio) ist ein japanischer Badmintonspieler.

## Karriere
Ryōta Taohata gewann bei der japanischen Badmintonmeisterschaft 2011 Silber im Mixed mit Sayuri Asahara. Zweiter wurde er ebenfalls im Herrendoppel mit Hiroyuki Saeki bei den Austrian International 2011. Ein Jahr später wurden beide erneut Vizemeister bei den Austrian International, bevor sie das Turnier 2013 dann gewinnen konnten.

## Sportliche Erfolge
| Saison | Veranstaltung            | Disziplin    | Platz | Name                           |
| ------ | ------------------------ | ------------ | ----- | ------------------------------ |
| 2011   | Japanische Meisterschaft | Mixed        | 2     | Ryōta Taohata / Sayuri Asahara |
| 2011   | Canada Open              | Herrendoppel | 9     | Ryōta Taohata / Hiroyuki Saeki |
| 2011   | Austrian International   | Herrendoppel | 2     | Ryōta Taohata / Hiroyuki Saeki |
| 2012   | Austrian International   | Herrendoppel | 2     | Ryōta Taohata / Hiroyuki Saeki |
| 2013   | Austrian International   | Herrendoppel | 1     | Ryota Taohata / Hiroyuki Saeki |

## Referenzen
- http://www.unisys.co.jp/badminton/team/taohata.html

| Personendaten    | Personendaten                |
| ---------------- | ---------------------------- |
| NAME             | Taohata, Ryōta               |
| ALTERNATIVNAMEN  | 垰畑亮太 (japanisch)         |
| KURZBESCHREIBUNG | japanischer Badmintonspieler |
| GEBURTSDATUM     | 21. November 1988            |
| GEBURTSORT       | Präfektur Tokio              |